# Detekcija plagijata
Detekcija plagijata je proces pronalaženja slučajeva plagijata u radu ili dokumentu. Rasprostranjenost računara i Interneta je učinila plagiranje tuđeg rada lakšim. Većina plagijata su nađeni na fakultetima, gde su dokumenti uglavnom eseji ili izveštaji.Ipak, plagijati se mogu naći praktično svuda, uključujući naučne i umetničke radove i izvorne kodove programa.
Detekcija može biti ručna i pomoću računara. Ručna detekcija zahteva veliki trud i izvanredno pamćenje, i nepraktična je u slučaju kada se upoređuje mnogo dokumenata, ili originalan dokument nije dostupan za poređenje. Detekcija pomoću računara dozvoljava upoređivanje velikog broja dokumenata, što čini uspešnu detekciju verovatnijom.

## Detekcija plagijata pomoću računara
Detekcija plagijata pomoću računara (DPPR) je zadatak povraćaja informacija podržan od strane specijalizovnih sistema, koji se nazivaju sistemi za detekciju plagijata (SDP).

### Detekcija plagijata u tekstualnim dokumentima
Sistemi za detekciju tekstualnih plagijata implementiraju jedan ili dva generička pristupa detekciji. Jedan je spoljašnji dok je drugi unutrašnji.
Spoljašnji SDP poređuju sumnjivi dokument sa skupom dokumenata za koje se smatra da su originalni.
Zavisno od izabranog modela dokumenta i predefinisanim kriterijumom sličnosti, zadatak detekcije je da vrati sve dokumente koji sadrži tekst koji je donekle sličan tekstu u sumnjivom dokumentu.
Unutrašnji SDP samo analiziraju tekst bez poređenja sa spoljašnjim dokumentima. Cilj ovog pristupa je da prepozna razlike u jedinstvenom stilu pisanja autora, potencijalni indikator da je u pitanju plagijat.
SDP nisu sposobni da pouzdano identifikuju plagijat bez ljudske procene. Sličnosti se procenjuju uz pomoć predefinisanih modela dokumenata i mogu predstavljati lažni alarm.

#### Metodi detekcije
Grafik ispod predstavlja klasifikaciju predloženih metoda za DPPR sa tehničke strane gledišta. Tehnike su poređane po tipu utvrđivanja sličnosti koji primenjuju. Utvrđivanja globalne sličnosti koriste karakteristike uzete iz većih delova teksta ili dokumenta kao celine za računanje sličnosti, dok lokalni metodi uzimaju izvdojene delove teksta kao unos.
Uzimanje otisaka je najšire korišćen pristup DPPR. Procedura formira reprezentaciju dokumenata tako što izabere više podstringova (n-grama) iz njih. Ti n-grami predstavljaju otiske i njihovi elementi se zovu minuti.
Sumnjivi dokument se proverava za plagiranje tako što se saberu njegovi otisci i minuti sa prethodno izdračunatim indeksom otisaka za sve dokumente referentne kolekcije. Minuti koji se podudaraju sa onim iz drugih dokumenata pokazuju deljene segmente teksta i ukazuju na potencijalan plagijat kada prelaze izabranu granicu sličnosti. Generalno, samo podskup minuta se poredi da bi se ubrzao proces i da bi se vršilo poređenje sa velikom kolekcijom, kao što je internet.
Provera dokumenata za istovetan tekst predstavlja klasičan problem poređenja niski koji je poznat iz drugi oblasti informatike. Brojni pristupi su predlagani da reše ovaj zadatak. Neki od njih su prilagođeni spoljašnjim DPPR. Provera sumnjivog dokumenta u ovom okruženju zahteva računanje i skladištenje reprezentacija za sve dokumente u referentnoj kolekciji, koji se porede u paru. Generalno, sufiksni modeli dokumenata, kao što su sufiksno stablo ili sufiksni vektori su prilagođeni za ovaj zadatak u kontekstu DPPR. Ipak, poređenje podstringova ostaje skupo za računanje, što ga čini neodrživim rešenjem za proveru velikih kolekcija dokumenata.
Torba puna reči predstavlja usvajanje vektorskog modela prostora, u domen DPPR. Dokumenti su predstavljeni kao jedan ili više vektora, npr. za različite delove dokumenta, koji se koriste za upareno računanje sličnosti. Oni mogu biti zasnovani na tradicionalnim merama kosinusne sličnosti ili na sofisticiranijim funkcijama sličnosti.
Detekcija plagijata zasnovana na citatima je DPPR pristup dizajniran za korišćenje u akademskim dokumentima. Ovaj pristup detekciji plagijata ne zavisi od samog teksta, već koristi informacije o citatima i navodima. Identifikuje slične obrasce u sekvencama citata u dva akademska rada. Obrasci citata predstavljaju podsekvence koje ne sadrže isključivo citate koje dele oba dokumenta koji se porede.
Sličan poredak i blizina citata u tekstu su glavni kriterijum identifikacije obrazaca citata. Drugi faktori, kao što su apsolutan broj ili relativan deo deljenih citata u obrascu kao i verovatnoća da se citati preklapaju u dokumentu se uzimaju u obzir pri određivanju stepena sličnosti obrasca.
Stilometrija sadrži statističke metode za određivanje autorovog jedinstvenog stila pisanja i uglavnom se koristi za određivanje autora i unutrašnje DPPR. Pasusi koji su stilski drugačiji od ostalih, odnosno potencijalno plagirani, se mogu detektovati konstrukcijom i poređenjem stilometričkih modela za različite delove teksta.

#### Sistemi detektovanja plagijata za tekstualna dokumenta
Generalni dizajn sistama za detekciju akademskih plagijata uključuje određeni broj faktora:
| Faktor                                    | Opis i alternative |
| ----------------------------------------- | --- |
| Domet pretrage                            | U javnom internetu, korišćenjem mašina za pretragu / Baza podataka institucija / Lokalne baze podataka, specifične za sistem. |
| Vreme analize                             | Razmak između vremena unosa dokumenta i vremena kada su rezultati dostupni. |
| Kapacitet dokumenta / Grupno procesiranje | Broj dokumenata koje sistem može da obradi u jedinici vremena. |
| Intenzitet provere                        | Koliko često i za koji tip delova dokumenta (paragrafi, rečenice, niz reči fiksne dužina) sistem upituje spoljne resurse, kao što su mašine za pretragu. |
| Tip algoritma za poređenje                | Algoritmi koji definišu način na koji sistem poredi dokumente. |
| Preciznost i povratnost                   | Broj dokumenata koji su ispravno označeni kao plagijati upoređen sa ukupnim brojem označenih dokumenata i brojem dokumenata koji su stvarno plagirani. Visoka preciznost podrazumeva mali broj lažnih uzbuna, a visoka povratnost znači da je mali broj plagijata prošao neprimećen. |

Većina detekcija plagijata na veliko koriste velike, unutrašnje baze podataka (kao dodatak ostalim resursima) koje rastu sa svakim analiziranim dokumentom. Ipak, ovo svojstvo se smatra However, this feature is considered by some as a povredom studenstkog prava kopiranja.
Naredni sistemi su uglavnom bazirani na vebu, i zatvorenog su koda, sa izuzetkom CitePlag i CopyTracker sistema. Sledeća lista je neiscrpna:
| Besplatni Chimpsky CitePlag CopyTracker eTBLAST Plagium SeeSources The Plagiarism Checker | Komercijalni Attributor Copyscape PlagTracker Iparadigms: Ithenticate, Turnitin PlagiarismDetect PlagScan Veriguide |

#### Performanse detektovanja
Uporedive evaluacije sistema za detekciju plagijata pokazuju da njihove performanse zavise od tipa prisutnog plagijata (vidi grafik). Osim analize obrasca citata, svi pristupi detekciji zavise od sličnosti teksta. Zbog toga je simptomatično to što se preciznost detekcije smanjuje što je više slučajeva plagijata zamaskirano.
Bukvalne kopije, tj. copy&paste (c&p) plagijati, ili umereno prerušeni slučajevi plagijata se mogu detektovati sa visokom preciznošću pomoću spoljašnjih SDP ako je izvor dostupan softveru. Posebno poređenja podniski postižu dobre rezultati kod c&p plagijata, zato što često koriste modele dokumenata bez gubitka, kao što su sufiksno stablo. Performanse sistema koji koriste otiske ili torbe reči u detekciji kopija zavise od gubitka informacija prouzrokovanim korišćenim modelom dokumenta. Primenom fleksibilnog komadanja i strategija selekcije oni su sposobniji za detekciju umereno zamaskiranih plagijata u poređenju sa poređenjem podniski.
Unutrašnja detekcija plagijata korišćenjem stilometrije može, donekle, prevazići granici tekstualne sličnosti poređenjem lingvističke sličnosti. S obzirom da su stilske razlike između plagijata i originala značajne i mogu biti pouzdano prepoznate, stilometrija može pomoći pri prepoznavanju zamaskiranih i parafraziranih plagijata. Stilometrijsko poređenje neće uspeti u slučaju gde su segmenti parafrazirani do tačke gde više podsećaju na lični stil plagijatora ili da je tekst sastavljen od strane više autora. Stilometrijska analiza radi pouzdano samo za dokumente dužine nekoliko hiljada do nekoliko desetina hiljada reči. Ovo ograničava upotrebljivost ovog metoda u DPPR.
Sve veći broj istraživanja se vrši na metode i sisteme sposobne da detektuju prevedene plagijate. Trenutno, detekcija plagijata među jezicima (DPMJ) trenutno nije sazrela tehnologija i takvi sistemi, u praksi, nisu uspeli da postignu zadovoljavajuće rezultate detekcije.
Detekcija plagijata na osnovu citata koja koristi analizu obrazaca citata je sposobna da prepozna snažnije parafraziranje i prevode sa većim procentom uspešnosti u poređenju sa drugim pristupima detekciji, zahaljujući činjenici da je nezavisna od tekstualnih osobina. Ipak, pošto analiza obrazaca citata zavisi od dostupnosti potrebnih informacija o citatima ograničena je na akademske tekstove. Ona ostaje inferiorna u odnosu na pristupe zasnovane na tekstu pri detekciji kraćih plagiranih pasusa, koji su tipični za slučajeve copy&paste ili shake&paste plagijata. Shake&paste je mešanje malo izmenjenih delova iz različitih izvora.

### Detekcija plagijata izvornog koda
Plagiranje izvornog koda programa je takođe česta i zahteva različite alate od onih korišćenih u plagiranju tekstualnih dokumenata. Bitno istraživanje je posvećeno plagijatima akademskog izvornog koda.
Pošto većina programerskih zadataka očekuje od studenata da pišu programe sa veoma specifičnim zahtevima, veoma je teško naći postojeće programe koji ih ispunjavaju. Pošto je integracija spoljašnjeg koda često teža nego pisanje ispočetka, većina studenata plagira radove svojih kolega.
Po Roju i Kordiju, algoritmi za detekciju sličnosti izvornog koda se mogu klasifikovati po osnovu:
- Niski – traži podudaranje u određenim segmentima koda, na primer 5 istih uzastopnih reči. Brzo, ali ga mogu zbuniti identifikatori.
- Tokena – kao sa niskama, ali koristeći leksičku analizu koja prvo konvertuje program u tokene. Ovo odbacuje bela polja, komentare i identifikatore, što čini sistem robusnijim na jednostavne zamene teksta. Većina sistema za detekciju akademskih plagijata radi na ovom nivou, koristeći različite algoritme za računanje sličnosti između sekvenci tokena.
- Drvo izvođenja – gradi i poredi drva izvođenja. Ovo dozovljava detekciju sličnosti visokog nivoa. Na primer, poređenje drveća može normalizovati uslovne izraze, i detektovati ekvivalentne konstrukcija kao slične.
- Graf poziva – zapisuje tačan tok kontrole programa i dozvoljava lociranje ekvivalencija višeg reda, uz veću složenost i vreme računanja.
- Metri – metri zapisuju "ocene" segmenata koda po određenim kriterijumima; na primer, "broj petlji i uslovnih izraza" ili "broj različitih promenljivih koje se koriste". Metri se jednostavno računaju i mogu se brzo uporediti, ali mogu dovesti do lažne detekcije: dva fragmenta sa istim ocenama na setu metara mogu raditi potpuno drugačije stvari.
- Hibridni pristupi – npr. Drvo izvođenja + sufiksno stablo mogz kombinovati sposobnost detekcije drva izvođenja sa brzinom sufiksnih stabala, tipom strukture podataka za poređenje niski.

Prethodne klasifikicaje su formirane za refabrikovanje koda, a ne za detekciju akademskih plagijata (bitan cilj refabrikovanja je da izbegne kloniranje koda). Gore navedeni pristupi su efektivni protiv različith nivoa sličnosti; sličnost niskog nivoa je identičan tekst, dok je sličnost visokog nivoa može biti zbog sličnih specifikacija. U akademskim uslovima, kada svi studenti pišu kod po istim specifikacijama, funkcionalno isti kod (sa sličnošću visokog nivoa) je potpuno očekivan, i samo sličnost niskog nivoa se smatra dokazom varanja.

#### Sistemi za detekciju plagijata izvornog koda
MOSS i JPlag su samo dva od mnogih sistema za detekciju plagijata izvornog koda koji postoje. MOSS i JPlag su besplatni za korišćenje, ali oba zahteva registraciju i softver ostaje u posedu vlasnika. Lični sistemi su normalne dekstop aplikacije i većina njih su i besplatne i otvorenog koda.

## Literatura
- Carrol, J. (2002). A handbook for deterring plagiarism in higher education. Oxford: The Oxford Centre for Staff and Learning Development, Oxford Brookes University. (96 p.).
- Zeidman, B. (2011). The Software IP Detective’s Handbook. Prentice Hall. (480 p.)

## Spoljašnje veze
- Déjà Vu: a Database of Duplicate Citations in the Scientific Literature
- Plagiarism Detection category at Open Directory Project